# Palazzo del Tau
Il palazzo del Tau (in francese: palais du Tau) è un edificio che si trova a Reims, in Francia; esso fu sede dell'arcivescovo della città ed è associato ai re di Francia, la cui incoronazione si teneva nella vicina cattedrale di Notre Dame.

## Storia
Nel VI e VII secolo il sito era ancora occupato da un'antica villa romana, che più tardi venne trasformata in un palazzo carolingio. Il primo uso documentato del nome "palazzo del Tau" risale al 1131 e deriva dalla pianta dell'edificio, a forma della lettera greca tau.
La maggior parte dell'edificio originale è scomparsa: la parte più antica conservatasi fino ai giorni nostri è la cappella, del 1207. L'edificio venne infatti quasi completamente ricostruito in stile gotico fra il 1498 e il 1509, per poi essere ulteriormente modificato fra il 1671 ed il 1710 da Jules Hardouin Mansart e Robert de Cotte, per assumere l'aspetto barocco che mostra oggi. Il 19 settembre 1914 venne danneggiato da un incendio, ma venne riparato solo dopo la fine della seconda guerra mondiale.
Il palazzo del Tau era la residenza dei re di Francia prima di essere incoronati nella vicina cattedrale: in quell'occasione il re veniva vestito a palazzo prima della processione che lo avrebbe portato alla cattedrale; dopo la cerimonia, nel palazzo si teneva un banchetto. Il primo di cui si abbia notizia risale al 990, mentre l'ultimo si tenne nel 1825.
Dal 1972 il palazzo del Tau ospita il Musée de l'Œuvre, che contiene statue ed arazzi provenienti dalla cattedrale oltre a numerosi oggetti associati con le incoronazioni dei re francesi. Nel tesoro proveniente dalla cattedrale vi è anche dell'oreficeria sacra e il pendente che viene ritenuto il talismano di Carlo Magno (sec. IX) ed il calice di san Remi (sec. XIII)
Nel 1991 il palazzo del Tau è stato inserito nell'elenco dei patrimoni dell'umanità dell'UNESCO, insieme alla cattedrale di Reims ed all'abbazia di Saint-Remi. Esso è visitato da circa 100.000 visitatori ogni anno.

## Galleria d'immagini

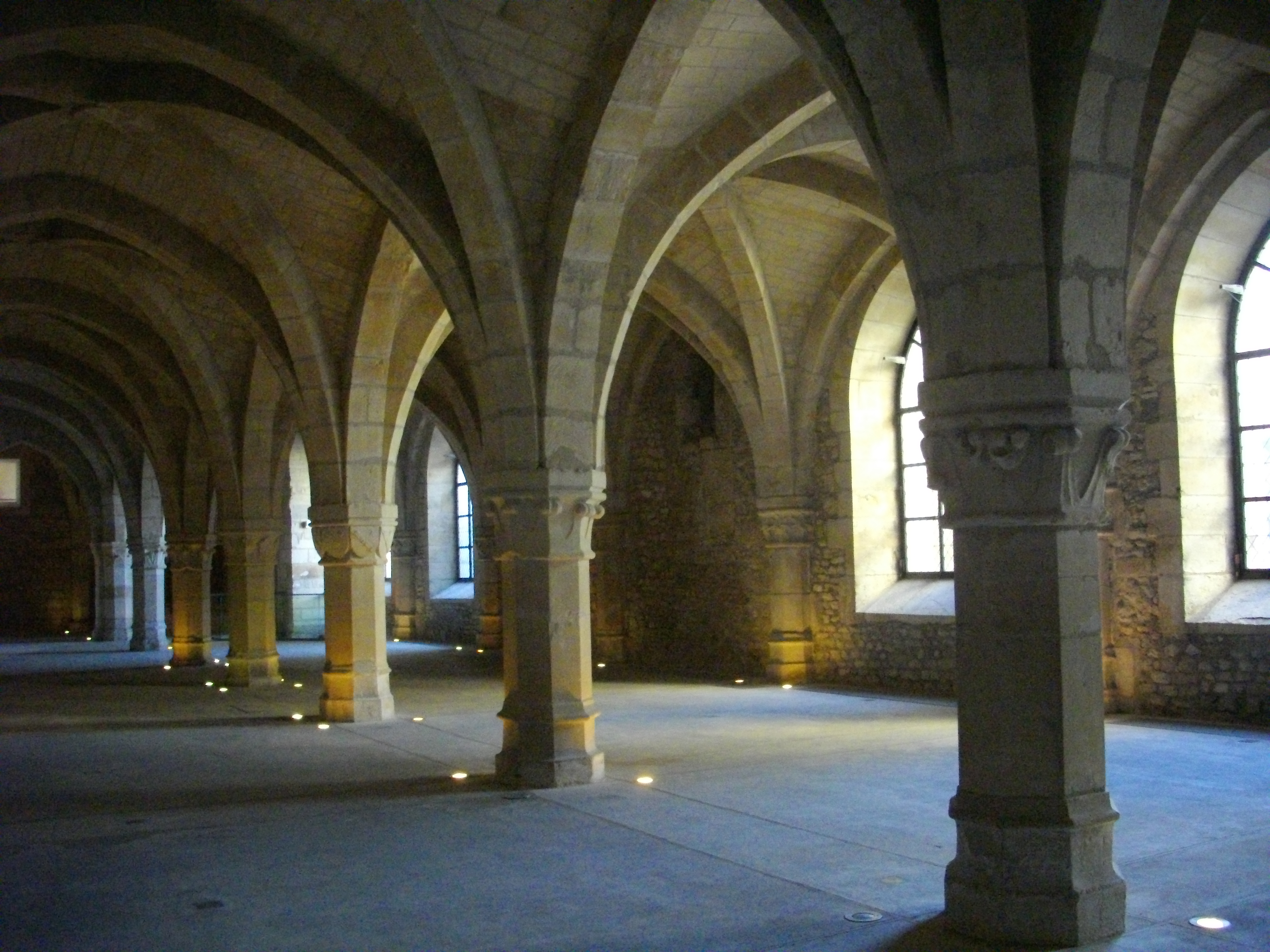
la gotica Salle Basse
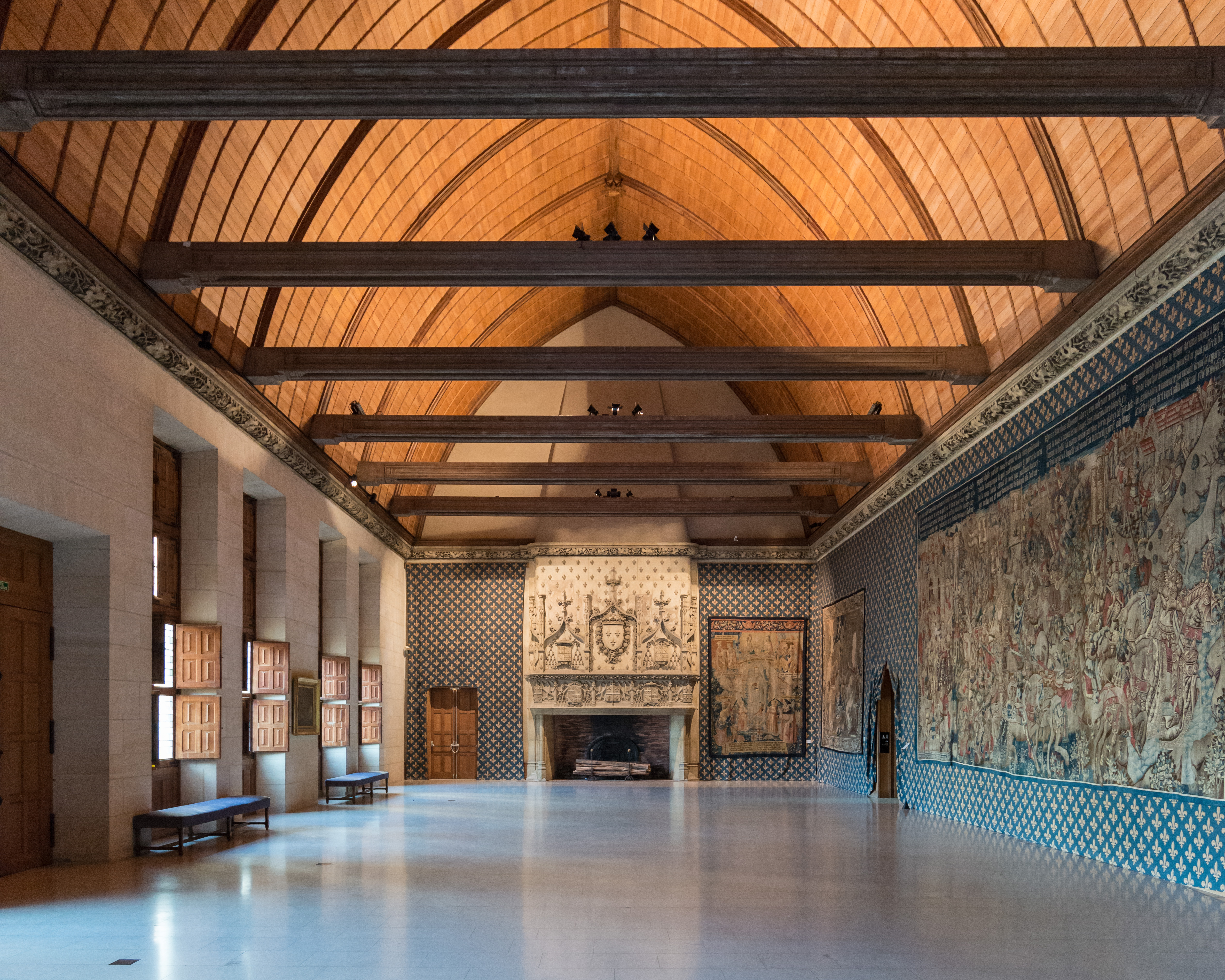
la gotica Salle du Tau
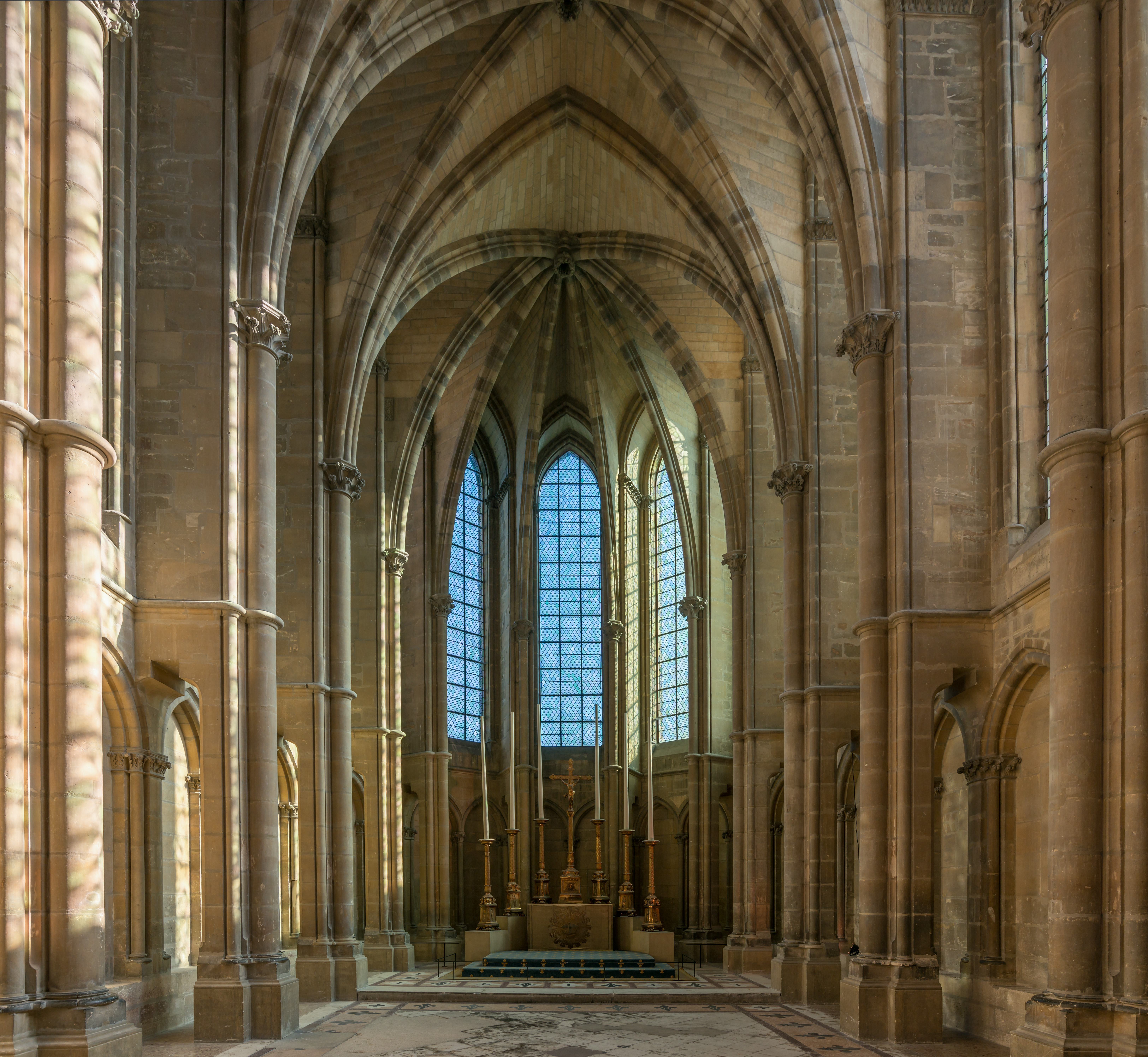
la cappella palatina